# Здание банка HSBC (Гонконг)
Здание банка HSBC (англ. HSBC Main Building, кит. 香港上海滙豐銀行總行大廈) — здание головного офиса банка HSBC в Гонконге, располагающееся в районе Central в Гонконге. Находится на южной стороне Площади Статуи возле Сити-холла.
Предыдущее здание банка HSBC в Гонконге было построено в 1935 году и было снесено с целью использования освободившейся площади для строительства современного здания. Адрес банка — Квинс Роад, д. 1. До здания можно доехать на метрополитене (станция Central).
Здание спроектировал Норман Фостер.

## История
Новое здание потребовалось для банка, поскольку он перерос свой прежний офис. Возвести его необходимо было как можно быстрее, чтобы организация не оставалась без штаб-квартиры. Здание большими блоками производили в разных странах и привозили в Гонконг, пять стальных модулей произвели возле Глазго и доставили кораблями, дополнительные модули собрали в Японии, поэтому от замысла до завершения постройки в 1985 году прошло 6 лет.

## Технологические особенности
Здание спроектировано так, чтобы монтаж оборудования и коммуникаций был максимально простым. В здании нет внутренних несущих конструкций, всё оно собрано из облегчённых материалов. Нет лифта в привычном понимании: формально он присутствует, но останавливается только на нескольких этажах, а все 47 внешних и 4 подземных уровня связывает система эскалаторов и лестниц.
Офис банка спроектирован энергоэкономичным и освещается в основном солнечными лучами, которые перенаправляются в пределах здания системой зеркал.

## Использование теориифэншуй
Расположение здания выбрано с соблюдением принципов фэншуй: перед зданием — большое пространство и открытый вид на гавань Виктория. Этим видом офис дорожит как залогом здоровья и успеха. По согласованию с правительством Гонконга новые постройки или изменение береговой линии залива не будут перекрывать зданию вид на воду.

## Фотогалерея

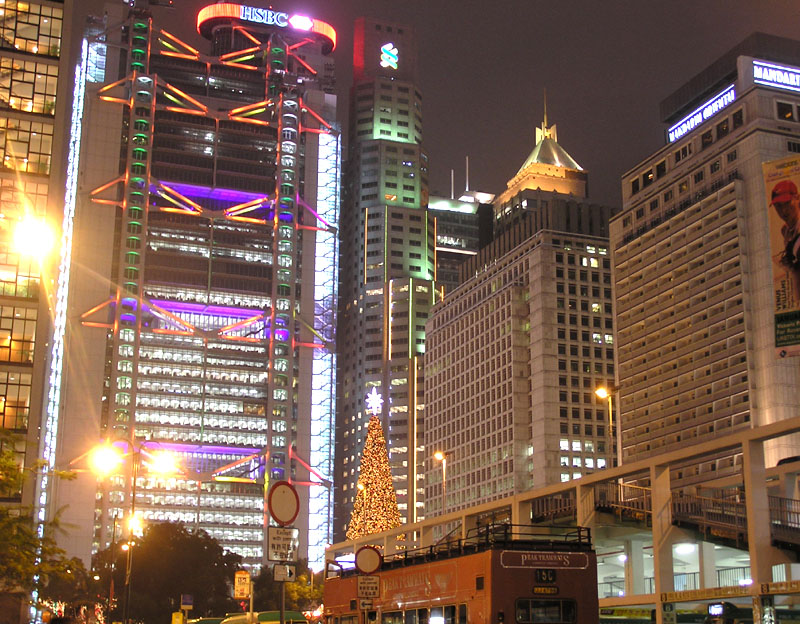
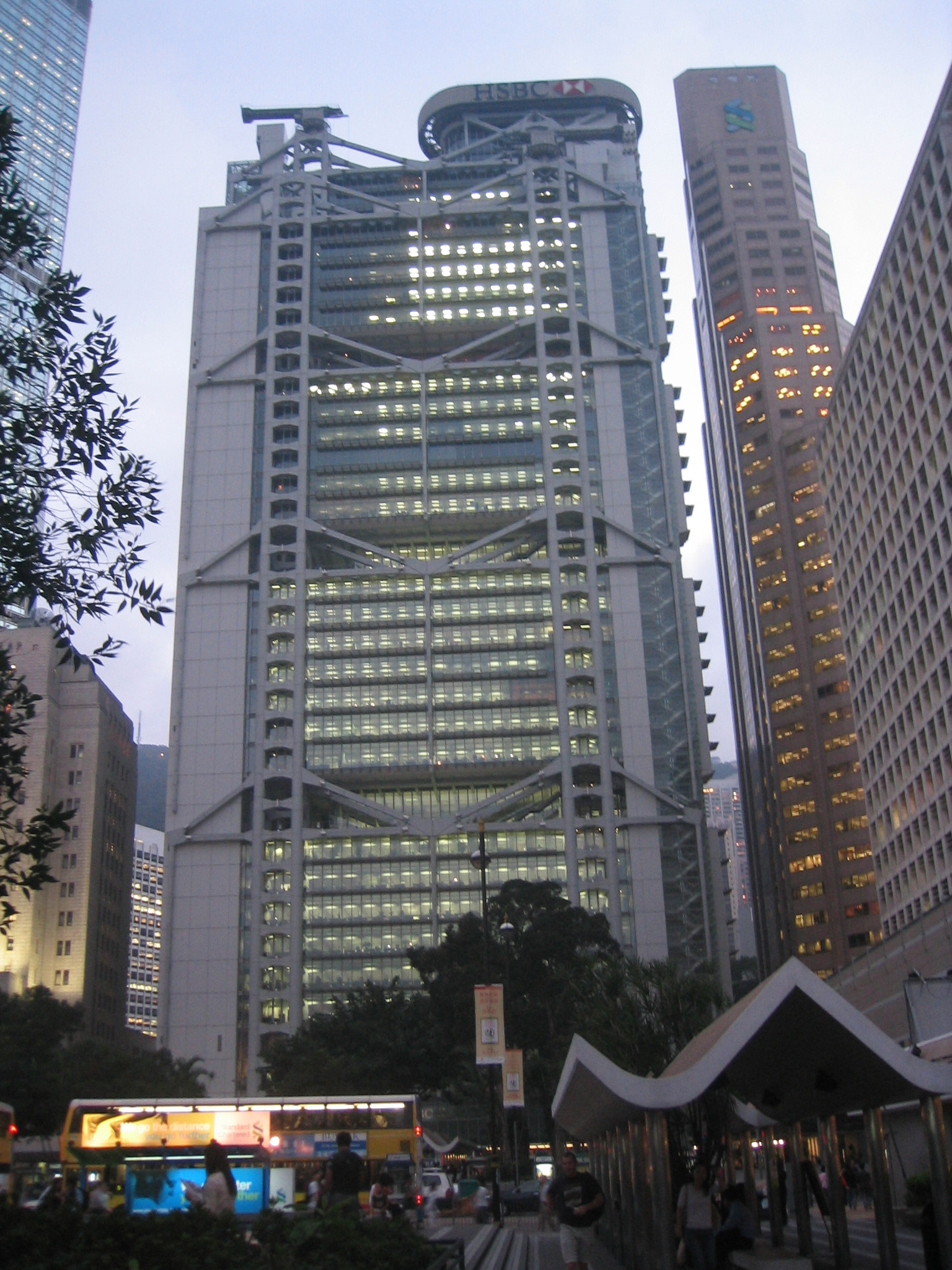
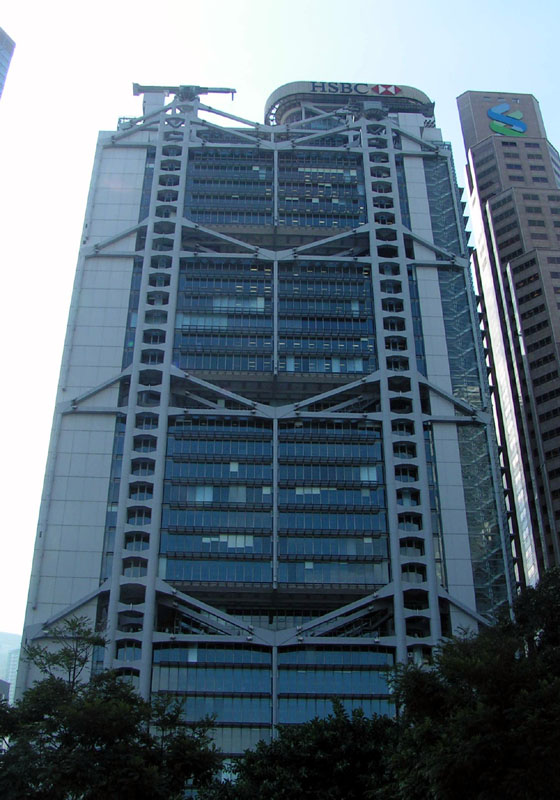
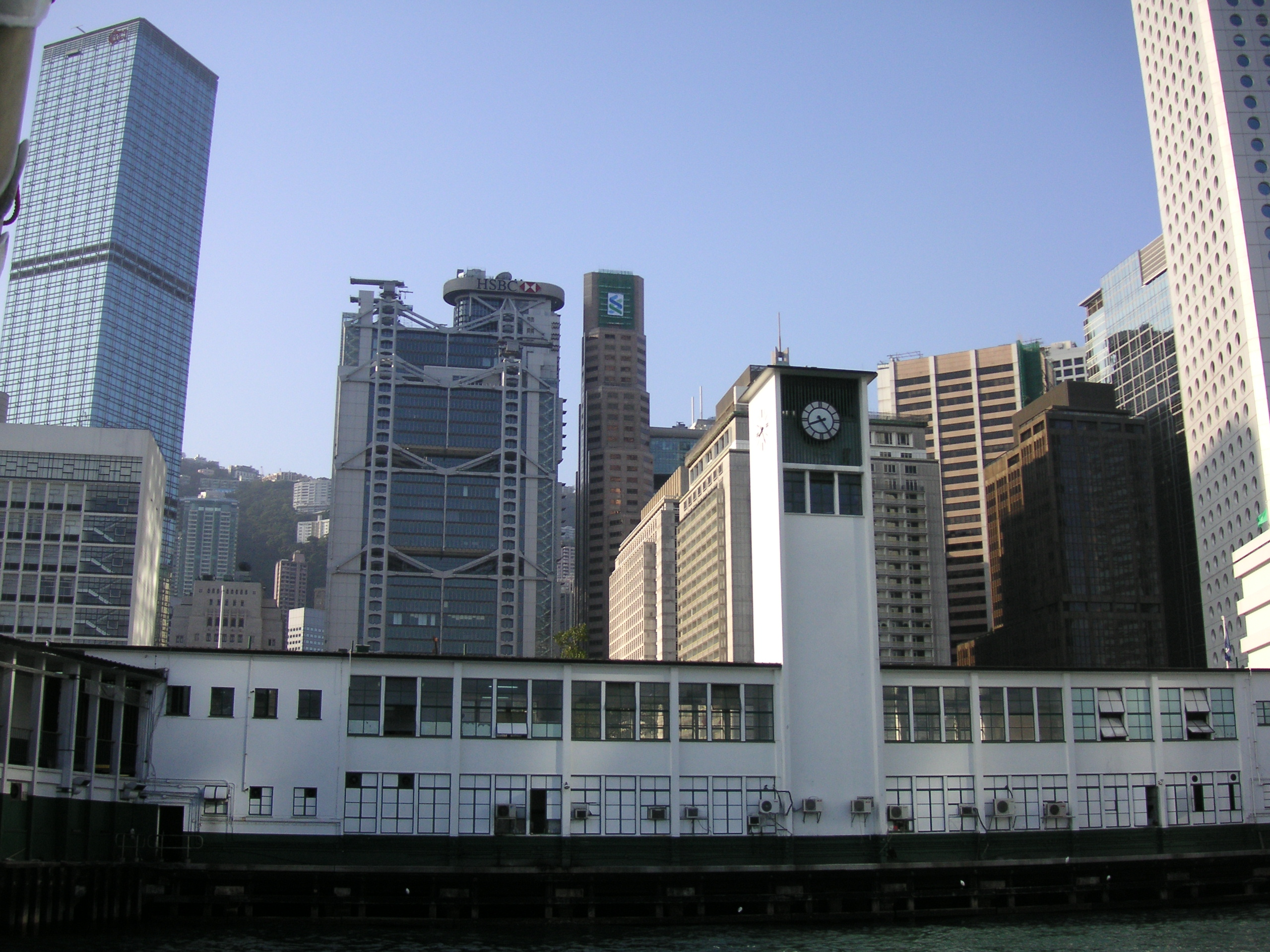
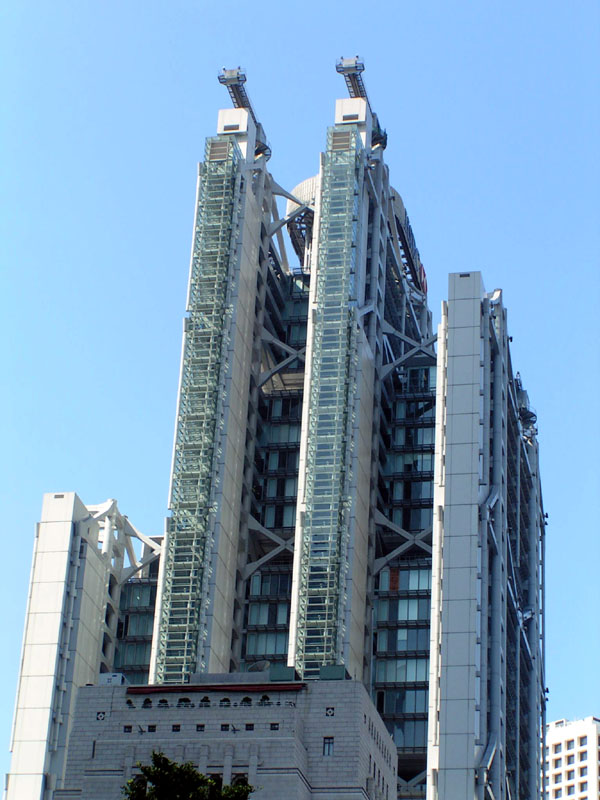
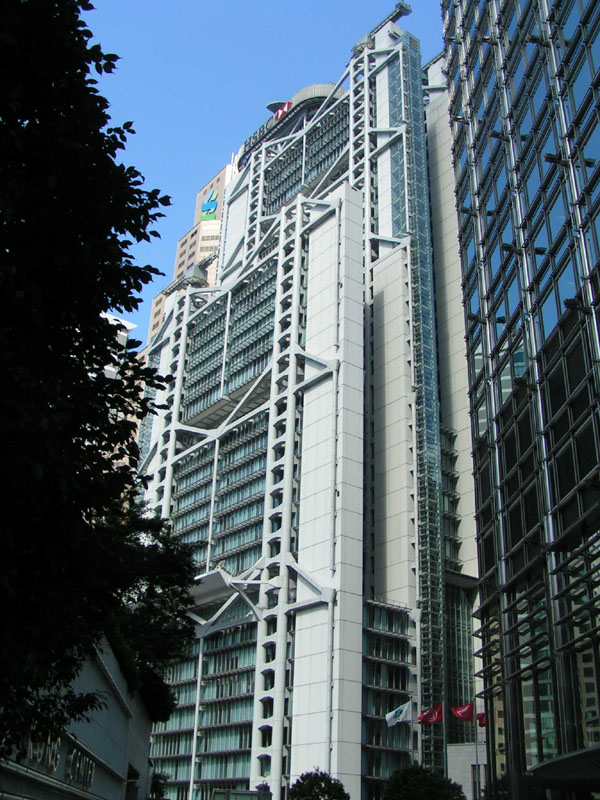
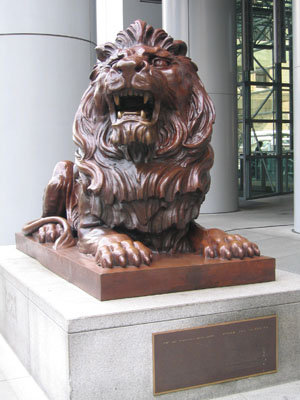
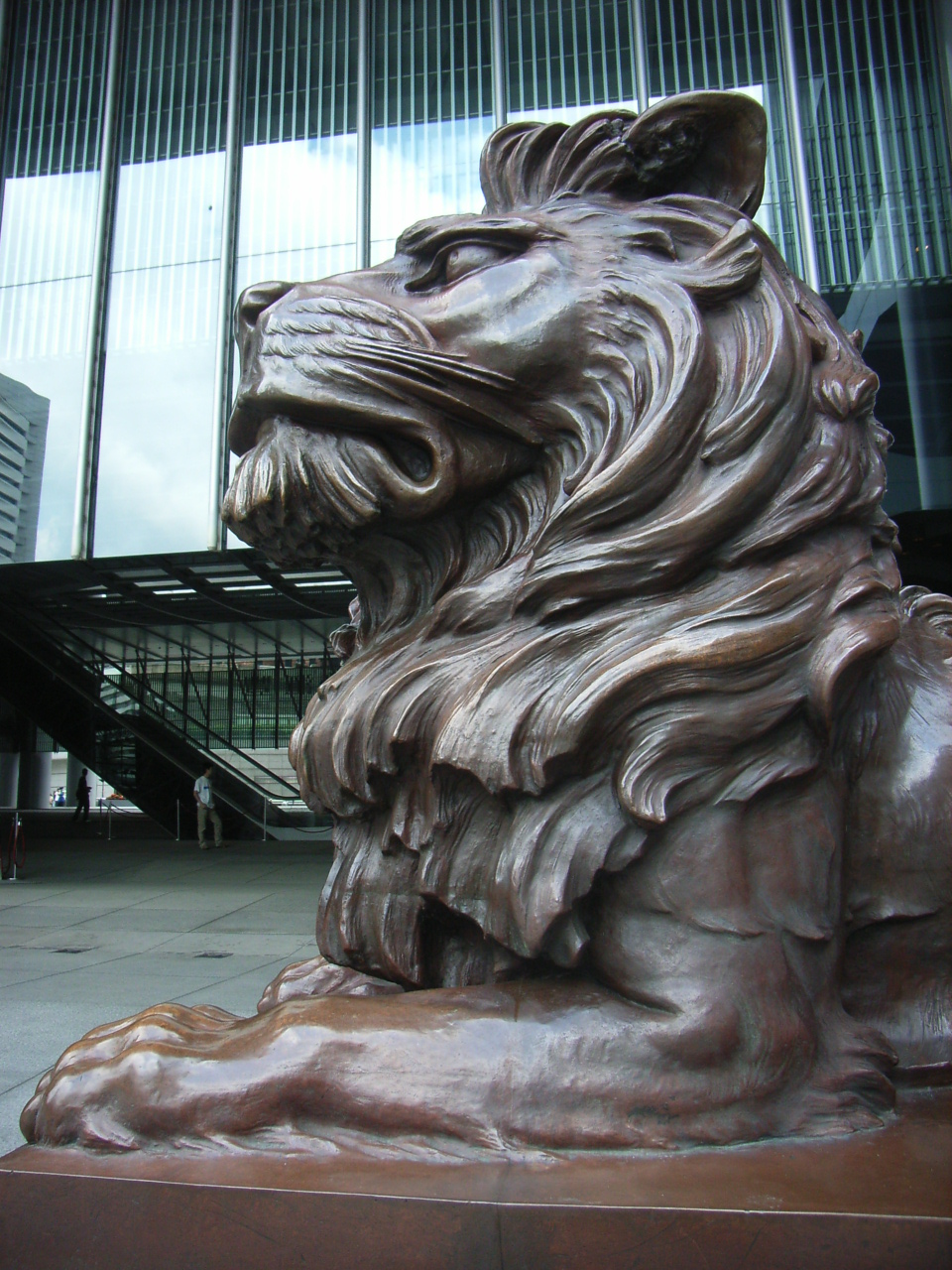
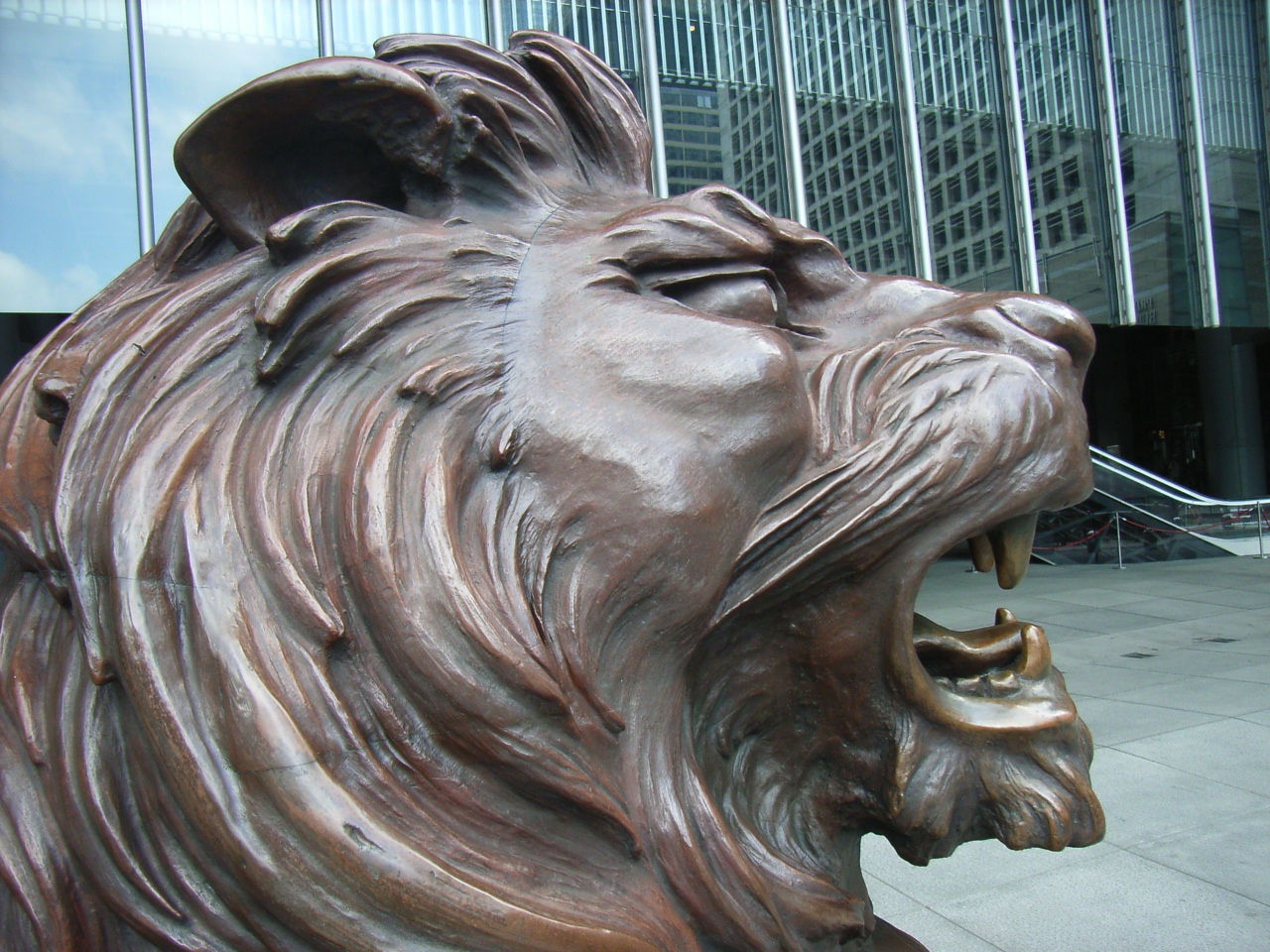
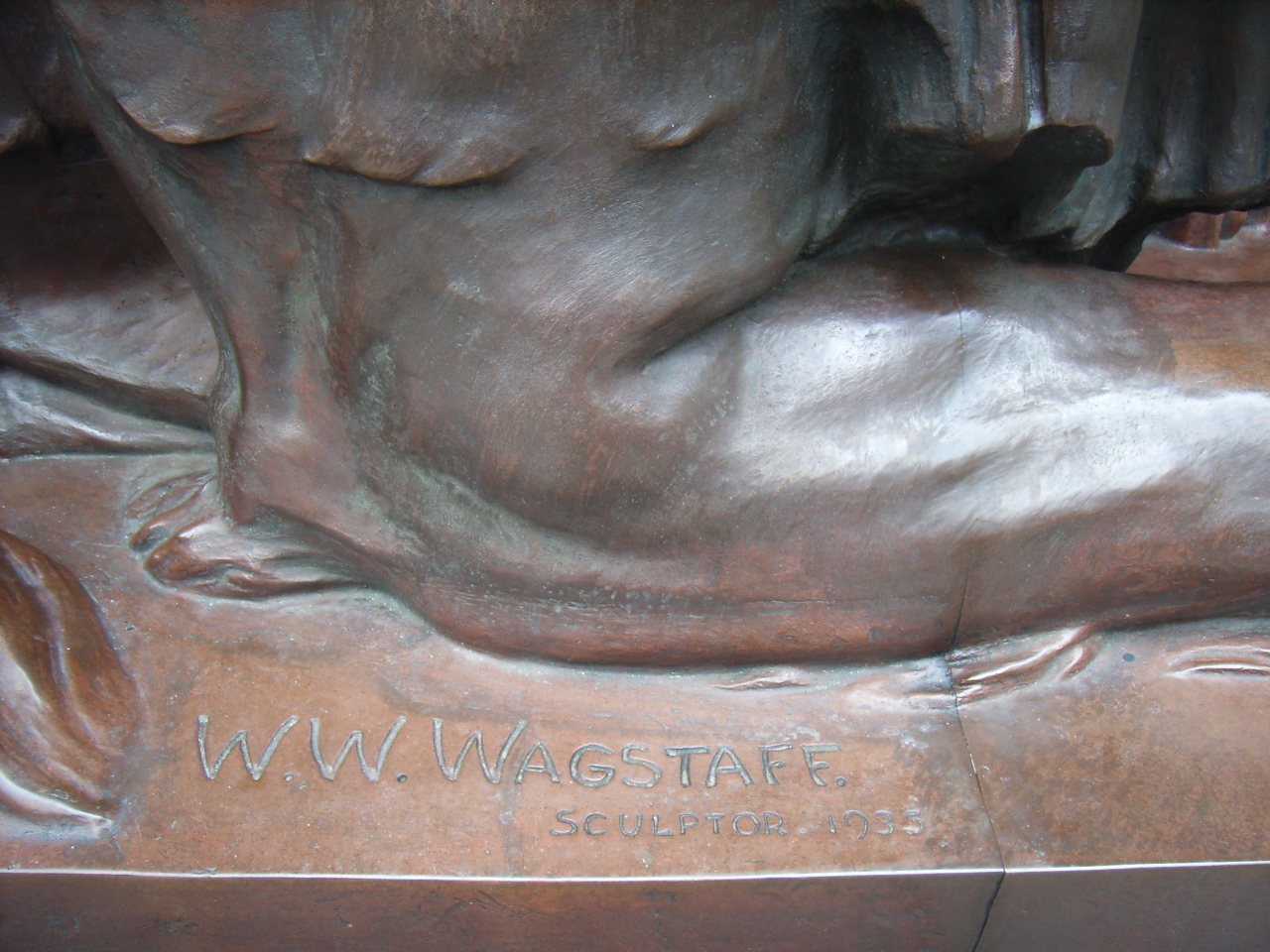
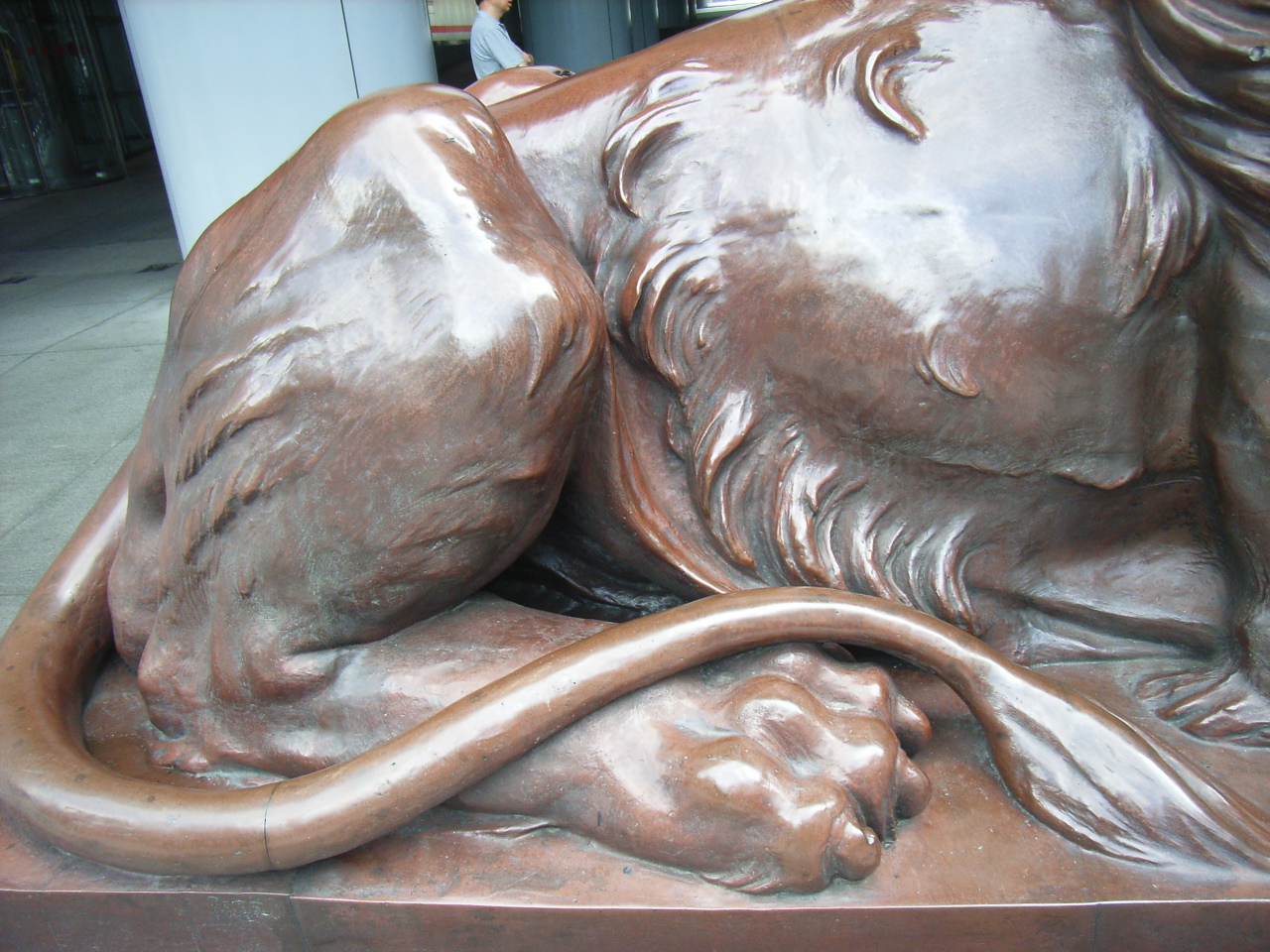
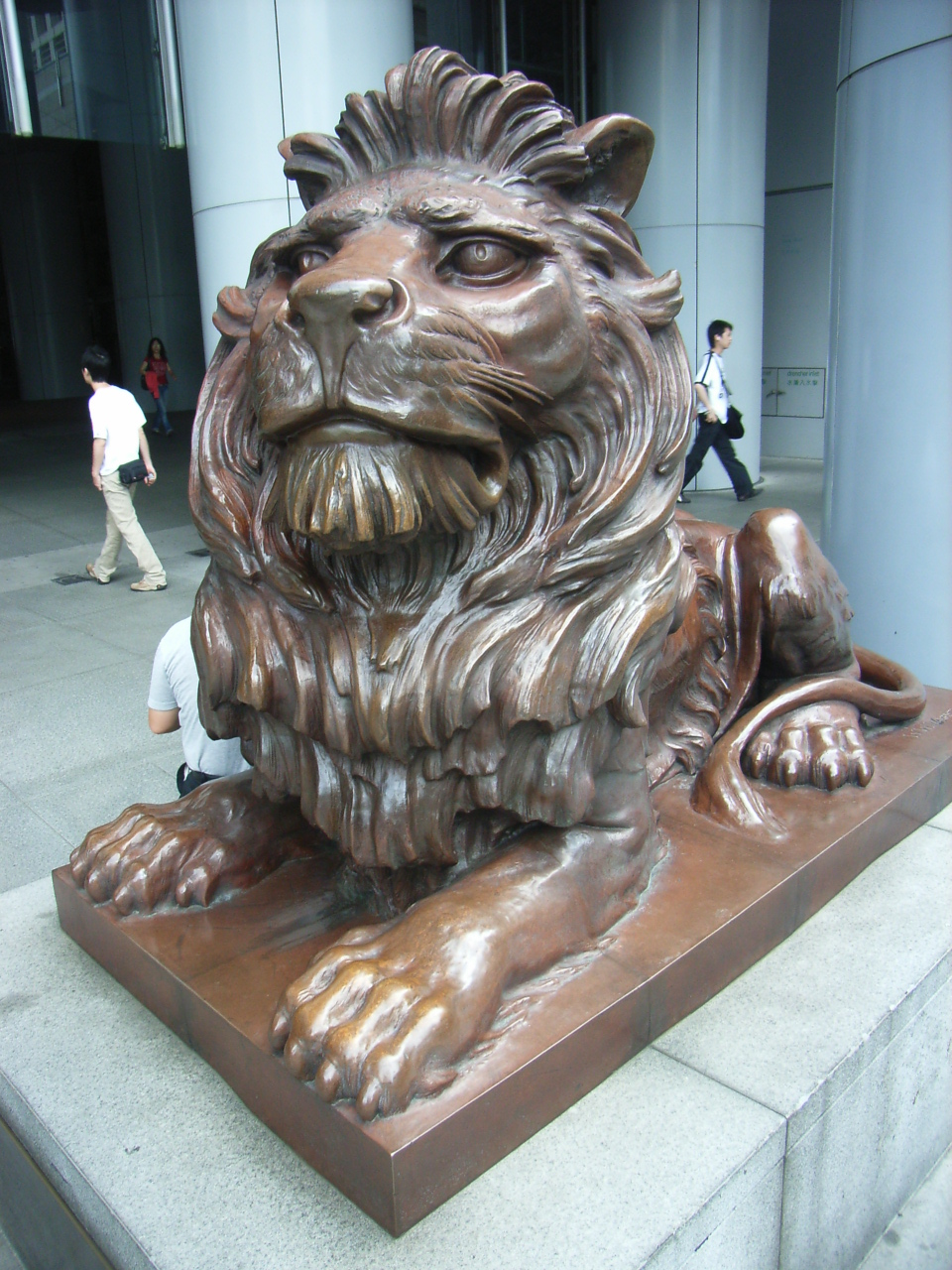
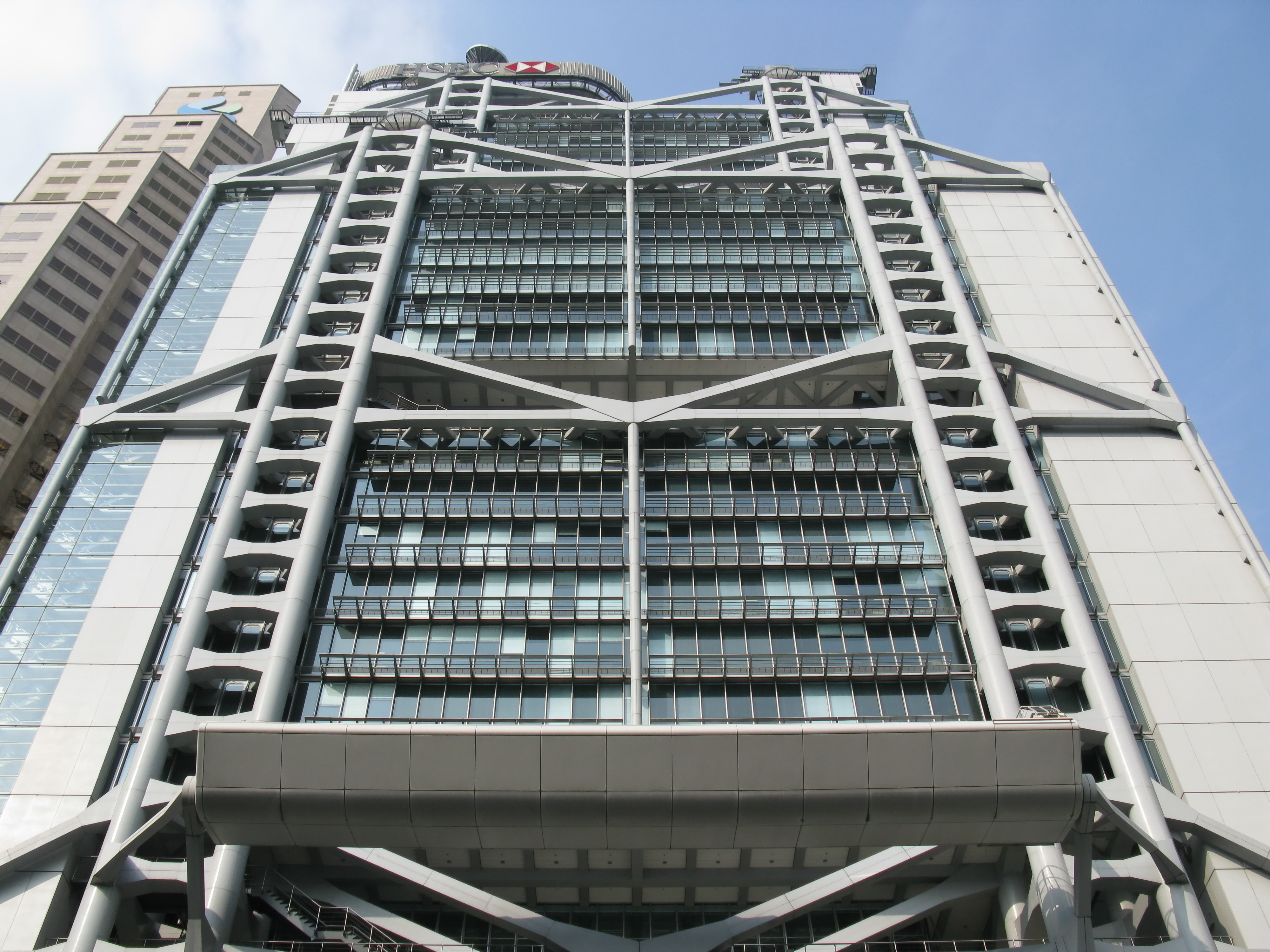
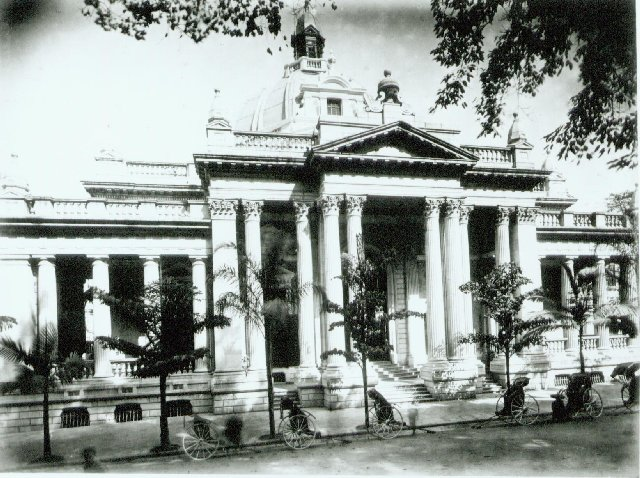
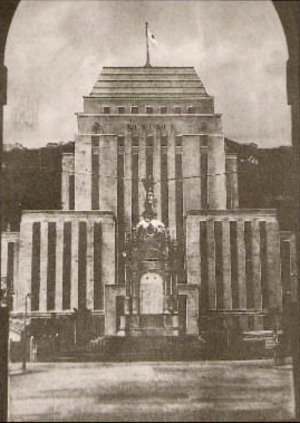